# Proteuxoa sarcomorpha
Proteuxoa sarcomorpha là một loài bướm đêm thuộc họ Noctuidae. Nó được tìm thấy ở New South Wales, Victoria và Tây Úc.